# Литрас, Николаос
Николаос Литрас или Никос Литрас (греч.  Νικόλαος Λύτρας, Νίκος Λύτρας Афины 1883 – Афины 1927) – греческий художник начала 20-го века.

## Биография

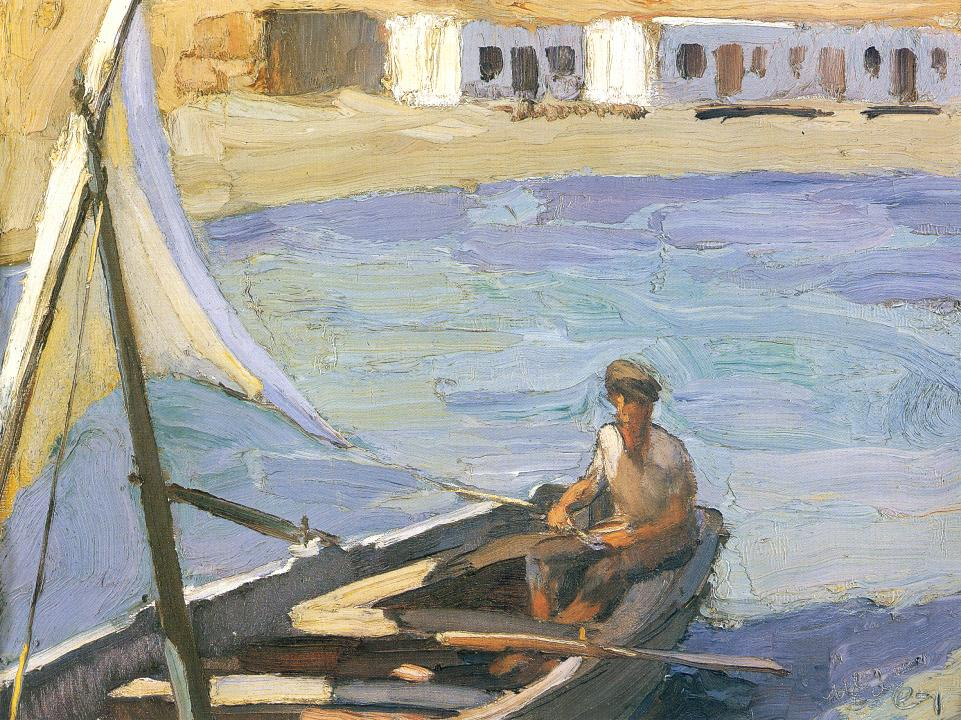
Лодка с парусом.

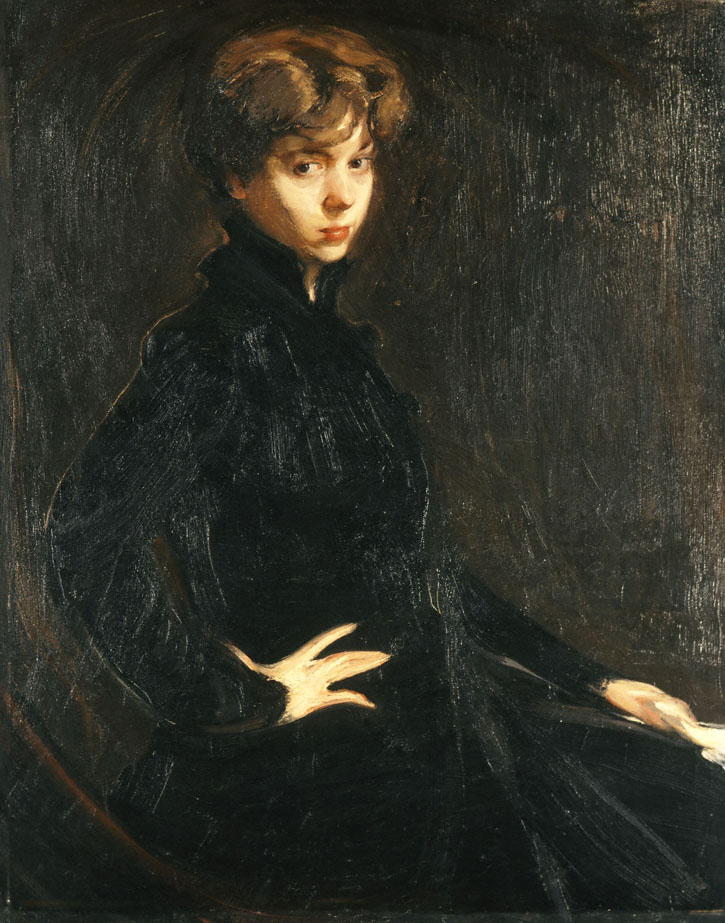
Портрет Miss Hors.

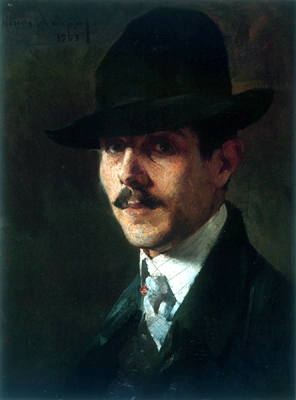
Портрет художника Умверто Аргироса.

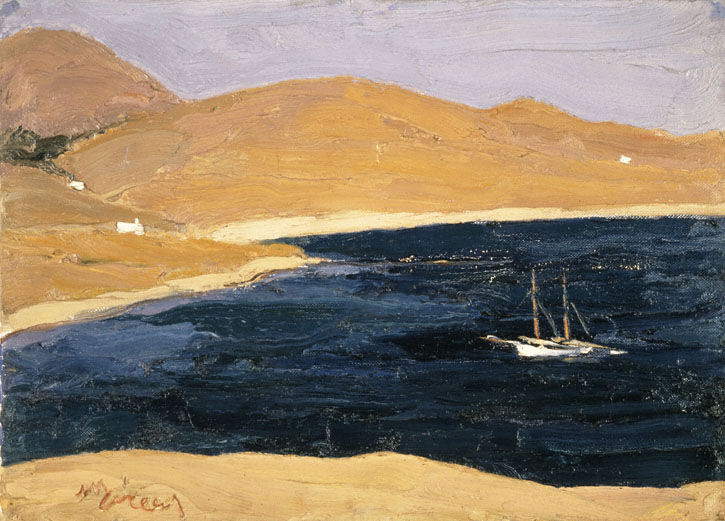
Морской пейзаж.

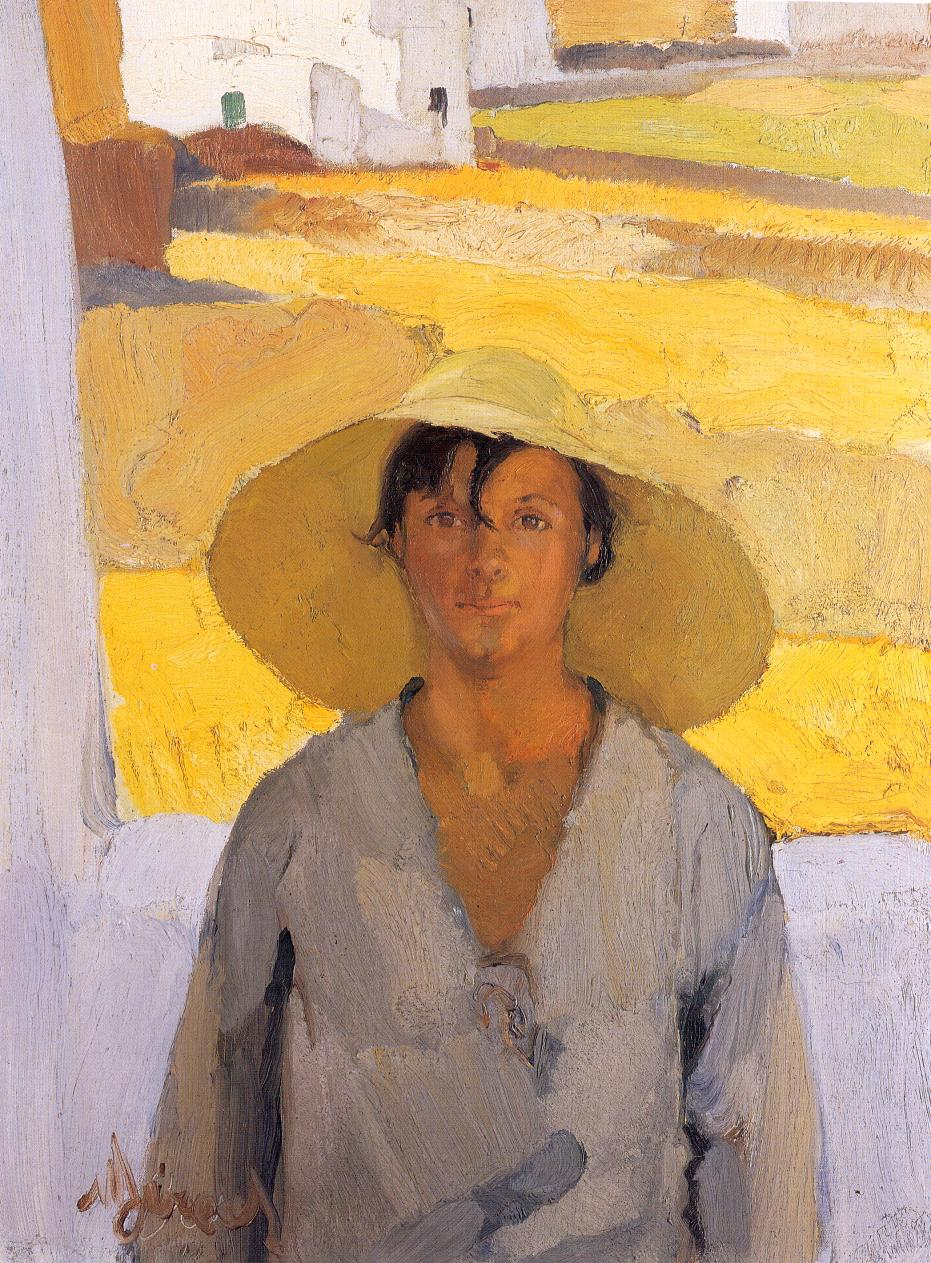
Соломенная шляпа (1923-26), Национальная художественная галерея Греции.

Николаос Литрас родился в Афинах в 1883 году. Его отцом был известный греческий художник Никифорос Литрас. 
Учился живописи в Афинской школе изящных искусств с 1902 по 1906 год, у своего отца Никифора Литраса и у Георгия Яковидиса. Продолжил учёбу в Мюнхенской академии художеств с 1907 по 1912 год, у Людвига фон Лоффца (Ludwig von Löfftz, 1845-1910). 
В Мюнхене молодой Николаос Литрас познакомился с немецким экспрессионизмом и работами немецкого творческого объединения «Синий всадник». Открытый художественным течениям эпохи, Литрас стал связующим звеном между романтизмом, реализмом 19-го века и современным искусством 20-го века, в особенности экспрессионизмом. В своих работах, которые как правило были портретами, пейзажами и натюрмортами, он начал использовать широкие свободные мазки, густую краску и характерное письмо, значительно удаляясь от утвердившегося ранее в Греции академизма «Мюнхенской школы». Его техника вскоре вызвала негативную реакцию консервативной публики Афин. 
Литрас вернулся в Грецию в 1912 году. 
С началом Балканских войн Литрас принял участие в военных действиях в качестве офицера-резервиста, и был награждён на поле боя. После Балканских войн Литрас принял участие в выставках Союза греческих художников 1915, 1916, 1917, 1920 и 1926 годов. В 1919 году Литрас выставлялся совместно со скульптором Григорием Зевголисом. 
В августе 1917 года, вместе с Константином Партенисом, Периклом Византиосом, Теофрастом Триантафиллидисом и Ликургом Когевинасом, Литрас создал «Группу Искусства» с целью освободиться от гнёта немецкой академической живописи. С той же группой сотрудничали художники Малеас, Константинос, Фокас, Одиссеас и скульптор Томброс, Михалис. «Группа Искусства» имела поддержку правящей либеральной партии (греч. Κόμμα των Φιλελευθέρων) и лично премьер-министра Элефтерия Венизелоса, а также горячую теоретическую поддержку критика и литератора Захарии Папантониу. 
Выставки «Группы» 1917, 1918 и 1928 годов несли на себе печать французской живописи. 
В 1923 году Николаос Литрас был кандидатом, вместе с Константином Партенисом, на кафедру живописи Афинской школы изящных искусств. В конечном итоге на кафедру был назначен Литрас. После этого Николаоса Литраса стали обвинять в том, что будучи сыном Никифора Литраса, он представлял устаревшую Мюнхенскую школу. 
Однако современные критики искусства считают, что Николаос Литрас не только не выражал академический реализм 19-го века, но был более современным художником, нежели Партенис. 
За те немногие годы, что Литрас преподавал в Школе изящных искусств, он сумел изменить структуру и роль мастерских, которые стали независимыми учебными единицами, возглавляемыми художником-преподавателем.
Литрас, с его особенной техникой цвета, принёс в Грецию экспрессионизм. Его светлые пейзажи и портреты с крупными мазками, работы, за которые он подвергся критике со стороны сторонников живописи реализма, не уступают работам западно-европейских экспрессионистов. Другие критики находят, что работы Литраса ближе пост-импрессионизму Сезанна. 
К сожалению для Литраса, он умер молодым от туберкулёза и признание его новаторского искусства пришло поздно. 
Сегодня он считается одним из основных реформаторов греческой живописи.. 
После смерти Литраса были организованы выставки-ретроспективы художника в афинском Заппион в 1929 году, на Венецианской биеннале в 1936 году и в Национальной галерее Греции в 2008 году.